# (6698) Malhotra
(6698) Malhotra (1987 SL1) – planetoida z pasa głównego asteroid okrążająca Słońce w ciągu 3,81 lat w średniej odległości 2,44 j.a. Odkryta 21 września 1987 roku.